# Gawriil Tichonowitsch Samarajew
Gawriil Tichonowitsch Samarajew (russisch Гавриил Тихонович Замараев; * 1758; † 19. Januarjul. / 31. Januar 1823greg. in Moskau) war ein russischer Bildhauer.

## Leben
Samarajew stammte aus einer leibeigenen Bauernfamilie des Grundherrn L. A. Muromzew im Gouvernement Tula.
Samarajew begann 1777 das Studium an der Kaiserlichen Akademie der Künste (IACh) bei Fjodor Gordejew und Nicolas-François Gillet. Seine Arbeiten wurden mit einer Kleinen Silbermedaille (1777) und einer Großen Silbermedaille (1778) ausgezeichnet. 1779 verließ er die IACh mit einem Zeugnis I. Klasse. Für seine Abschlussarbeit hatte er die Große Goldmedaille erhalten, die mit einem Auslandsreisestipendium der IACh verbunden war.
1780 wurde Samarajew als IACh-Stipendiat nach Paris geschickt, wo er an der Académie royale de peinture et de sculpture bei Jean-Baptiste Pigalle studierte. Nach seiner Rückkehr nach St. Petersburg 1784 wurde er für seine Statue des Märtyrers Sebastian von der IACh zum Akademiker-Kandidaten ernannt.
Ab 1784 lebte und arbeitete Samarajew in Moskau. Er arbeitete mit den Architekten Matwei Kasakow, Domenico Gilardi, Iwan Jegotow und Afanassi Grigorjew zusammen.
Für die Rüstkammer des Moskauer Kremls schuf Samarajew das Basrelief der durch den Heiligen Wladimir veranlassten Taufe der Rus und Büsten und Statuen des Bogatyr Dobrynja, des Fürsten Wassili Golizyn u. a. Auch schmückte er das Arsenal des Moskauer Kremls aus und fertigte 18 Hautreliefs für die Wand des Katharinenkuppelsaals des Senatspalasts an.
Für Nikolai Scheremetews Armen- und Krankenhaus (das spätere Sklifossowski-Institut) in Moskau schuf Samarajew die Basreliefs Auferweckung des Lazarus und Kindermord in Bethlehem in der Kirche und Liebe, Überfluss, Gerechtigkeit und Barmherzigkeit für den Speisesaal. Samarajew beteiligte sich an den Arbeiten für den Bau des Triumphtors für die Krönung Pauls I. im April 1797.
1818 fertigte Samarajew ein Basrelief (16 Arschin × 3 Arschin (1 Arschin = 0,71 m)) und ein Wappen für die Fassade und den Giebel des nach dem Brand von Moskau 1812 wiederaufgebauten Alten Gebäudes der Kaiserlichen Universität Moskau an, wobei der Vertrag für ihn ungünstig war. Auch führte er Arbeiten für private Auftraggeber aus, so für die Fassade des Schlosses Ostankino, für das Haus des Grafen Rumjanzew, für den Saal des Hauses der Moskauer Adelsversammlung u. a. Er schuf Grabsteine, die auf dem Alten Donskoi-Friedhof stehen. Viele Moskauer Häuser tragen Löwenkopf-Maskaronen aus Samarajews Atelier, so auch das von Domenico Gilardi gebaute Haus der Gagarins in der Powarskaja-Straße 25 (seit 1937 Weltliteraturinstitut).
Samarajew starb 1823 in Armut. Seine Familie war auf die Fürsorge des Scheremetew-Armen- und Krankenhauses angewiesen.

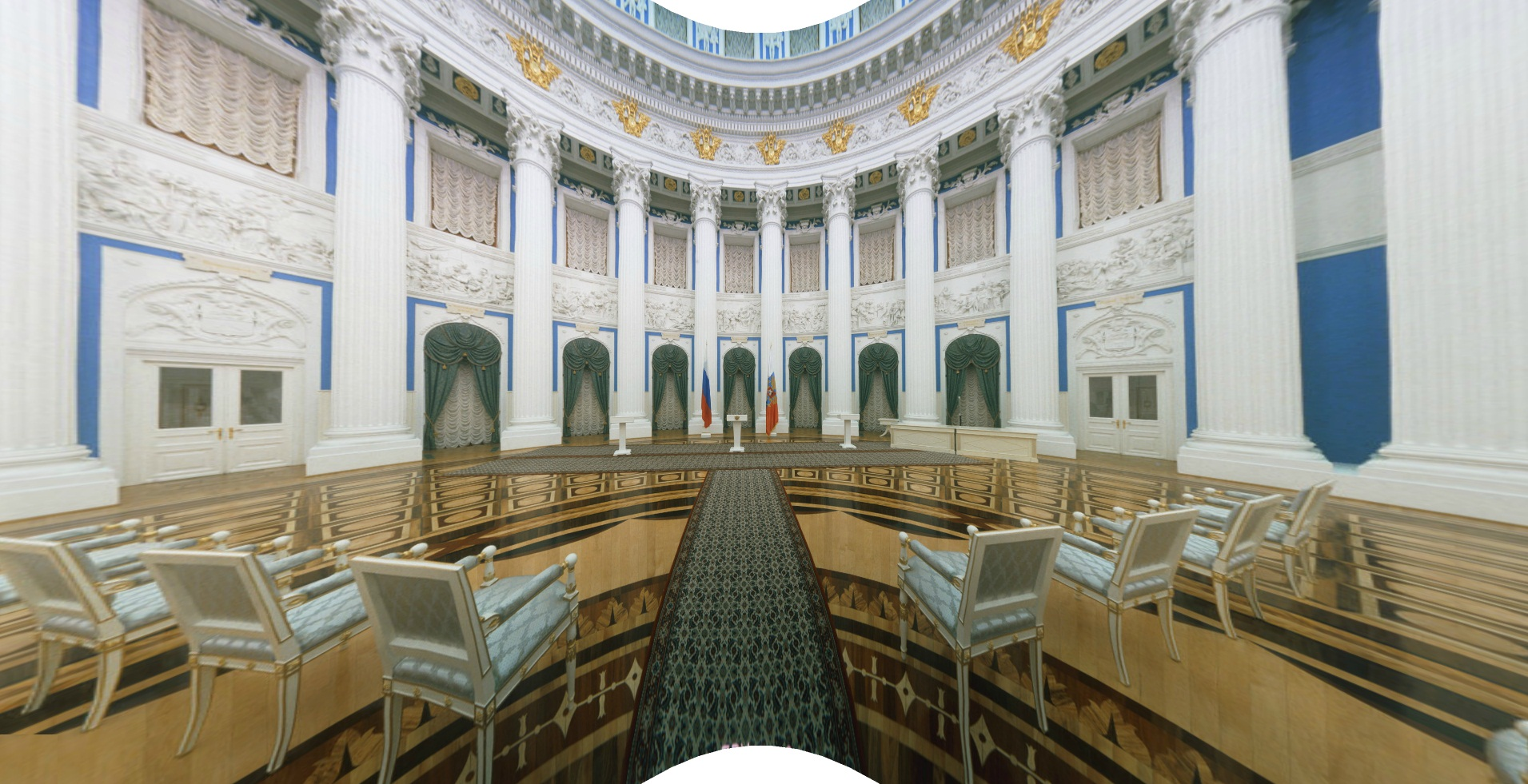
Katharinenkuppelsaal des Senatspalasts
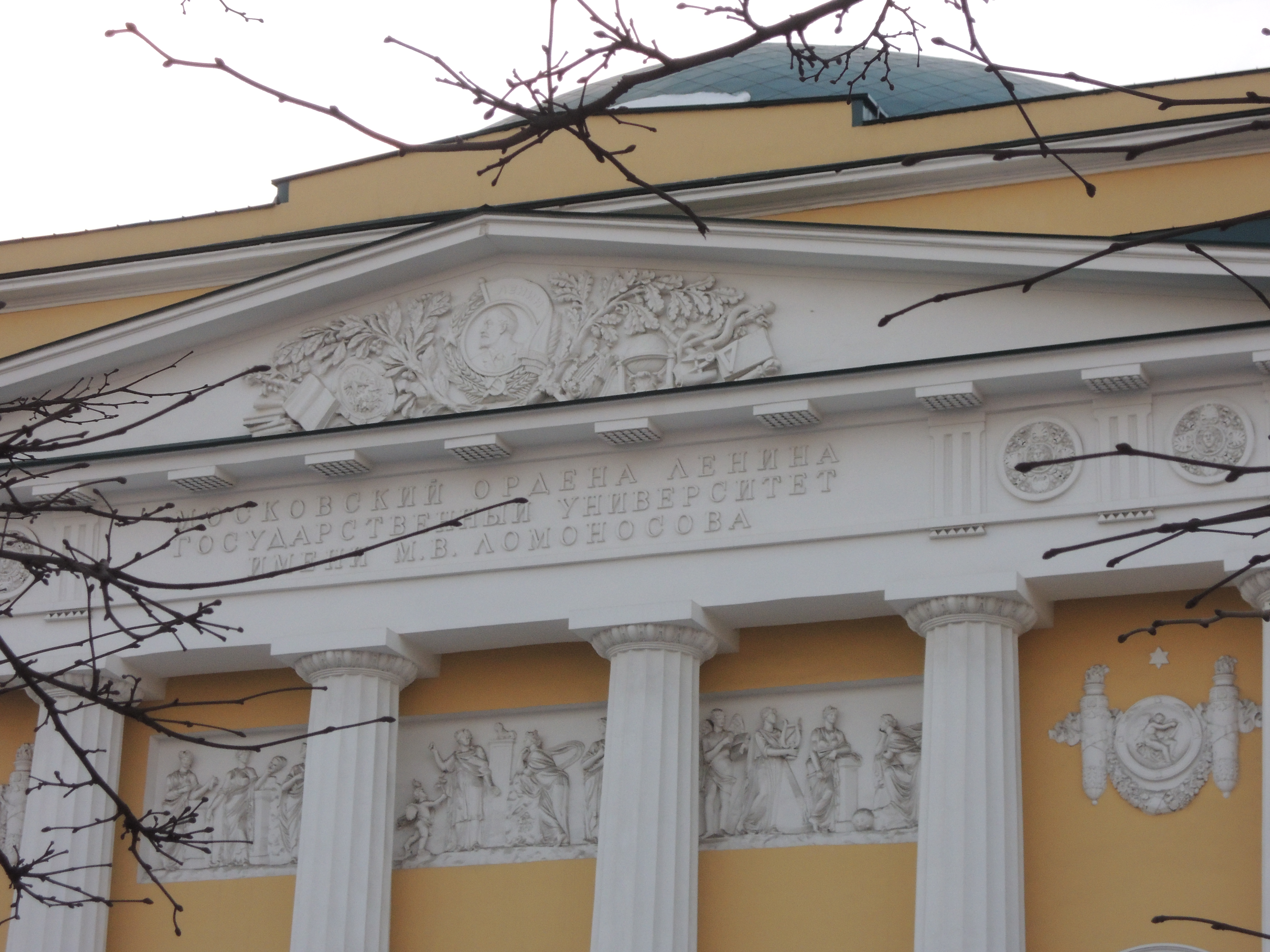
Altes Gebäude der Universität Moskau
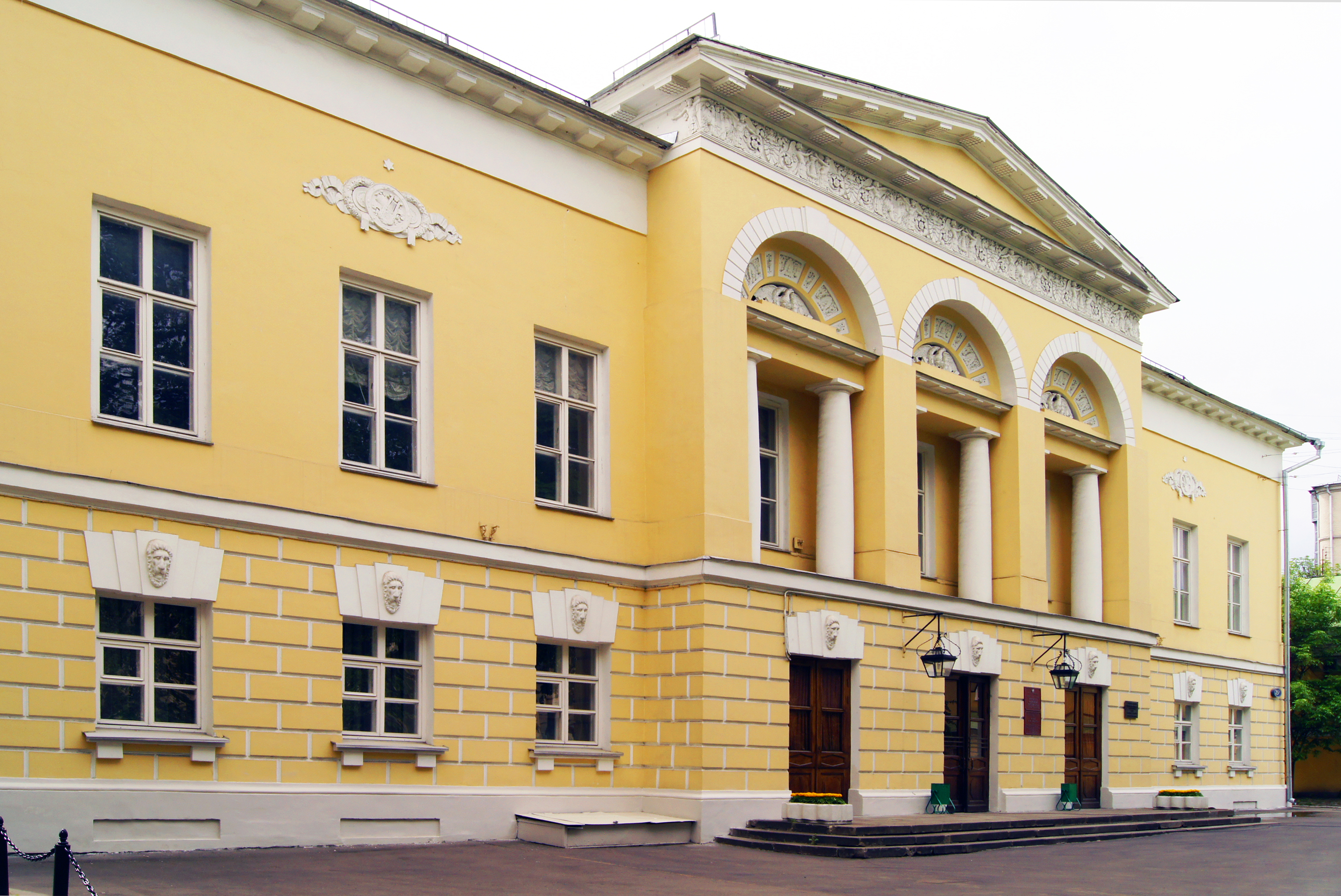
Gagarin-Haus